# Pachyossa signata
Pachyossa signata är en insektsart som beskrevs av Rehn, J.A.G. 1913. Pachyossa signata ingår i släktet Pachyossa och familjen Ommexechidae. Inga underarter finns listade i Catalogue of Life.